# Потенциал Леннарда-Джонса
Потенциал Леннарда-Джонса(потенциал 6-12) — простая модель парного взаимодействия неполярных молекул, описывающая зависимость энергии взаимодействия двух частиц от расстояния между ними. Эта модель достаточно реалистично передаёт свойства реального взаимодействия сферических неполярных молекул и поэтому широко используется в расчётах и при компьютерном моделировании. Впервые этот вид потенциала был предложен Леннард-Джонсом в 1924 году.

## Вид потенциала взаимодействия

Характерный вид потенциала Леннард-Джонса.

Потенциал Леннард-Джонса записывается в следующем виде:
{\displaystyle U(r)=4\varepsilon \left[\left({\frac {\sigma }{r}}\right)^{12}-\left({\frac {\sigma }{r}}\right)^{6}\right],}
где {\displaystyle r} — расстояние между центрами частиц, {\displaystyle \varepsilon } — глубина потенциальной ямы, {\displaystyle \sigma } — расстояние, на котором энергия взаимодействия становится равной нулю. Параметры {\displaystyle \varepsilon } и {\displaystyle \sigma } являются характеристиками атомов соответствующего вещества. Характерный вид потенциала показан на рисунке, его минимум лежит в точке {\displaystyle r_{min}=\sigma {\sqrt[{6}]{2}}}.
При больших {\displaystyle r} молекулы притягиваются, что соответствует члену {\displaystyle -\left({\frac {\sigma }{r}}\right)^{6}} в формуле. Эту зависимость можно обосновать теоретически, и обусловлена она силами Ван-дер-Ваальса (диполь-дипольное индуцированное взаимодействие).
На малых же расстояниях молекулы отталкиваются из-за обменного взаимодействия (при перекрытии электронных облаков молекулы начинают сильно отталкиваться), чему соответствует член {\displaystyle \left({\frac {\sigma }{r}}\right)^{12}}. Данный конкретный вид потенциала отталкивания, в отличие от вида потенциала притяжения, не имеет под собой теоретического обоснования. Более обоснованной является экспоненциальная зависимость. Однако потенциал отталкивания Леннард-Джонса более удобен в вычислениях, так как {\displaystyle r^{12}=\left(r^{6}\right)^{2}}, что и оправдывает его применение.

## Различные формы записи
Потенциал Леннард-Джонса также часто записывается в следующем простейшем виде:
{\displaystyle U(r)={\frac {a_{1}}{r^{12}}}-{\frac {a_{2}}{r^{6}}},}
где
{\displaystyle a_{1}=4\varepsilon \sigma ^{12},\;\;\;a_{2}=4\varepsilon \sigma ^{6}.}
Встречается и такая форма записи:
{\displaystyle U(r)=\varepsilon \left[\left({\frac {r_{min}}{r}}\right)^{12}-2\left({\frac {r_{min}}{r}}\right)^{6}\right],}
где {\displaystyle r_{min}} = {\displaystyle \sigma {\sqrt[{6}]{2}}} — точка минимума потенциала.

## Термодинамические свойства
Модель Леннард-Джонса можно использовать при описании газообразной, жидкой и твёрдой фаз вещества. Наименьшее значение свободной энергии для условного вещества, для которого справедлива модель Леннард-Джонса достигается при гексагональной плотной упаковке. При повышении температуры структура с наименьшей свободной энергией сменяется на кубическую гранецентрированную плотную упаковку, а затем наблюдается переход к жидкости. Под действием давления для структуры с наименьшей энергией происходит переход от кубической плотной упаковки к гексагональной плотной упаковке.

Критическая точка для рассматриваемого условного вещества в безразмерных переменных ({\displaystyle T^{*}=k_{B}T/\varepsilon ,\;\rho ^{*}=\rho \sigma ^{3}}) лежит при следующих значениях температуры и концентрации:

{\displaystyle T_{c}^{*}=1{,}326\pm 0{,}002,\;\;\;\rho _{c}^{*}=0{,}316\pm 0{,}002.}
Флигенхарт и Леккеркеркер предложили следующее выражение для связи критической точки и второго вириального коэффициента:

{\displaystyle B_{2}\vert _{T=T_{c}}=-\pi \sigma ^{3}}
Положение тройной точки было установлено Мастни и Пабло:

{\displaystyle T_{tp}^{*}=0{,}694,}
{\displaystyle \rho _{tp}^{*}=0{,}84} (жидкость); {\displaystyle \rho _{tp}^{*}=0{,}96} (твёрдое тело).

## Применение в компьютерном моделировании

### Ограниченный потенциал
Для ускорения расчётов потенциал Леннард-Джонса часто обрывают на расстоянии {\displaystyle r_{c}=2{,}5\sigma }. Выбор {\displaystyle r_{c}=2{,}5\sigma } обусловлен тем, что на этом расстоянии значение энергии взаимодействия составляет лишь ≈0,0163 от глубины ямы {\displaystyle \varepsilon }.
Однако такое ограничение потенциала вызывает нежелательное нефизическое поведение. А именно, подобный обрыв означает, что при пересечении молекулой сферы радиуса {\displaystyle r_{c}} энергия системы меняется скачком, или, что то же самое, на молекулу действует бесконечно большая сила. Для того чтобы избежать этой нефизической ситуации, при обрыве потенциала его так же сдвигают, так что выполняется {\displaystyle U(r_{c})=0}:
{\displaystyle {\begin{cases}U(r)=4\varepsilon \left[\left({\frac {\sigma }{r}}\right)^{12}-\left({\frac {\sigma }{r}}\right)^{6}\right]-U_{LJ}(r_{c})&r\leqslant r_{c},\\0&r>r_{c},\end{cases}}}
{\displaystyle U_{LJ}(r_{c})} — значение неограниченного потенциала Леннард-Джонса на расстоянии {\displaystyle r_{c}}. Однако такой сдвинутый по энергии потенциал является негладким на радиусе {\displaystyle r_{c}} — возникающий скачок силы ухудшает сохранение полной энергии в молекулярно-динамическом моделировании. 

### Сглаженный ограниченный потенциал
Одним из способов сглаживания потенциала является использование сплайнов. При этом потенциал взаимодействия разбивается на несколько участков, на каждом из которых он приближается простой функцией. Часто используется следующее приближение:

{\displaystyle {\begin{cases}U(r)=4\varepsilon \left[\left({\frac {\sigma }{r}}\right)^{12}-\left({\frac {\sigma }{r}}\right)^{6}\right]&r\leqslant r_{s},\\k_{1}(r-r_{c})^{3}+k_{2}(r-r_{c})^{2}&r_{s}<r\leqslant r_{c}\\0&r>r_{c},\end{cases}}}
здесь {\displaystyle r_{s}=(26/7)^{1/6}\sigma \approx 1{,}24\sigma ,\;r_{c}=67/48r_{s}\approx 1{,}73\sigma ,\;k_{1}=\textstyle {-{\frac {387072}{61009}}}\varepsilon /r_{s}^{3},\;k_{2}=\textstyle {-{\frac {24192}{3211}}}\varepsilon /r_{s}^{2}}.

## Потенциал m-n
Иногда под потенциалом Леннард-Джонса подразумевается его более общая форма, а именно:
{\displaystyle U(r)=c_{m,n}\varepsilon \left[\left({\frac {\sigma }{r}}\right)^{m}-\left({\frac {\sigma }{r}}\right)^{n}\right].}
где {\displaystyle m,n\in \mathbb {N} ,\,m>n}. Коэффициент {\displaystyle c_{m,n}} выбирается так, чтобы минимальное значение потенциальной энергии {\displaystyle U(r)} равнялось {\displaystyle -\varepsilon }.

## Экспериментальные методы определения параметров ε и σ
Параметры {\displaystyle \varepsilon }, {\displaystyle \sigma } можно найти двумя методами.
Один метод основан на сравнении экспериментальных значений второго вириального коэффициента функции состояний неидеального газа {\displaystyle \Omega (T)} для потенциальной энергии конфигураций со значениями, полученными на основе использования параметров {\displaystyle \varepsilon }, {\displaystyle \sigma }. Значения {\displaystyle \varepsilon }, {\displaystyle \sigma }, найденные таким образом, хорошо согласуются со значениями, найденными через коэффициент Джоуля — Томсона.
По другому методу, параметры {\displaystyle \varepsilon }, {\displaystyle \sigma } можно найти, сравнивая экспериментальное значение коэффициента вязкости со значением, полученным из формулы для потенциальной энергии.

### Значения параметров ε и σ для некоторых веществ
Таблицы значений параметров {\displaystyle \varepsilon }, {\displaystyle \sigma } для некоторых веществ есть в книге .

## Границы применимости
Хотя потенциал Леннард-Джонса и используется при моделировании жидкости и твёрдых тел, строго говоря, взаимодействие молекул при больших плотностях уже не является парным. В конденсированных средах на рассматриваемую пару молекул влияют молекулы окружения. Так, было найдено, что для твёрдого аргона вклад в энергию от тройных взаимодействий может достигать 10 процентов.

Однако вычислительный учёт тройных взаимодействий слишком дорог, поэтому обычно довольствуются неким эффективным парным потенциалом, где параметры {\displaystyle \varepsilon } и {\displaystyle \sigma } отличаются от таковых для разреженных газов.